# Сусанна Яра
Сусанна Яра (повне ім'я — Сусанна Яра-Малецька; нар. 15 березня 1984, Почаїв) — співачка , композиторка, аранжувальниця, авторка та виконавиця пісень (словацькою, польською та українською мовами).

## Життєпис
Сусанна Яра народилася 15 березня 1984 року в Почаєві Тернопільської області в українській православній родині. Її батько, Отець Антон Ярий, православний священик, протодиякон, був диригентом мішаного хору Почаївської лаври. Мати, Маріанна Яра, релігієзнавиця і диригентка, керівниця жіночого гурту карпатської пісні «Відимо», ансамблю «Сьпіванка» з села Мокре, церковного хору «Ірмос» та дитячих хорів, вивчала теологію у Християнській теологічній академії у Варшаві. 1992 року, коли Сусанні виповнилось 8 років, її батька запросив на службу до Польщі Митрополит Польської православної церкви Василій, і родина переїхала у Сянік на Лемківщині.
Сусана навчалась у музичній школі за класом скрипки, писала музику на вірші Богдана-Ігоря Антонича, лауреатка чисельних музичних конкурсів і фестивалів. Керувала дитячим ансамблем «Терочка», що діє при Руській Бурсі у Горлицях, працювала на в радіо «Лем.фм». Заснувала власний колектив «Quadro Сусанна».
Виконує різноманітний і широкий музичний репертуар, від співаної поезії та музики в тилі фолк до класичної музики. Постійно співпрацює з іншими музикантами, зокрема з Ганкою Вуйцяк.
З 2015 року вона також виступає вокалісткою групи Hrdza зі Словаччини, з якою у 2016 році дійшла до фіналу талант-шоу Česko Slovensko má talent.

## Дискографія
- Rusyn Takes (2017, Wydawnictwo Ruska Bursa)[13]
- Anna Wiktoria (2017, DistroKid)[14]
- Chłopczyna (2013, DistroKid)
- Wesna, wesnoju[15](2013, CD Baby)